# Vlad Călugărul
Vlad Călugărul (n. 1425, Transilvania, Regatul Ungariei – d. noiembrie 1495, Glavacioc, Ștefan cel Mare, Argeș, România) a fost fiul lui Vlad Dracul, fiind frate după tată cu Vlad Țepeș. După moartea fratelui său, Vlad Călugărul a condus  Țara Românească în anul 1481 și între anii 1482 și 1495. A refăcut mănăstirea Glavacioc, unde a fost înmormântat. Fiul lui Vlad Călugărul, prințul Vlăduț, a fost decapitat de turci în curtea Mănăstirii Mihai Vodă.

## Porecla
Cu numele de botez Petru, a fost poreclit Călugărul, deoarece, așa cum arată un document contemporan, „a fost în tinerețe călugăr, după aceea și preot și egumen în mănăstire. După aceea s-a răspopit și s-a ridicat la domnie și s-a însurat.” Se pare că, la fel ca și alți feciori de domni, precum Radu Paisie, a îmbrăcat rasa monahală cu scopul de a elimina unele bănuieli ale domnilor aflați în acel timp la tron, cu privire la intențiile sale de a-și revendica moștenirea părintească. 

## Mormântul
Când a fost înhumat la Mănăstirea Glavacioc, mormântul său a fost acoperit cu o piatră simplă, neinscripționată, și astfel i s-a șters amintirea. Încă din secolul al XVIII-lea, peste 150 de arheologi au încercat să găsească mormântul lui Vlad Călugărul, căutându-l în peste 60 de zone din toate regiunile României. În august 2005, doi arheologi – Spiridon Cristocea, pe atunci director al Muzeului Județean Argeș, și profesorul de istorie Marius Păduraru au reușit să-i descopere mormântul. Săpăturile au scos la lumină oseminte foarte vechi, acoperite de o piatră funerară pusă în 1704, la două secole după ce Vlad Călugărul murise. Pe piatră scria în slavonă că „sub această piatră se odihnesc oasele creștinului domnitor Vlad Călugărul, care a avut o contribuție foarte importantă la renovarea mănăstirii. Piatra a fost pusă de către egumenul Ștefan în martie 1704.” Mormântul era într-o stare avansată de degradare, după ce fusese profanat de mai multe ori în ultimii 500 de ani. În schimb, piatra de mormânt confecționată din calcar numulitic se află într-o stare de conservare excepțională și reprezintă, prin motivele decorative pe care le conține, un monument reprezentativ al artei brâncovenești: un corb, o cruce, o sabie și un sceptru.

## In memoriam
La intrarea în Curtea Domnească din Târgoviște există 33 de busturi de domni și voievozi care au condus Țară Românească din Curtea Domnească ridicată la Târgoviște în vremea lui Mircea cel Bătrân, între care și cel al lui Vlad Călugărul.